# Festa de Nossa Senhora das Mercês

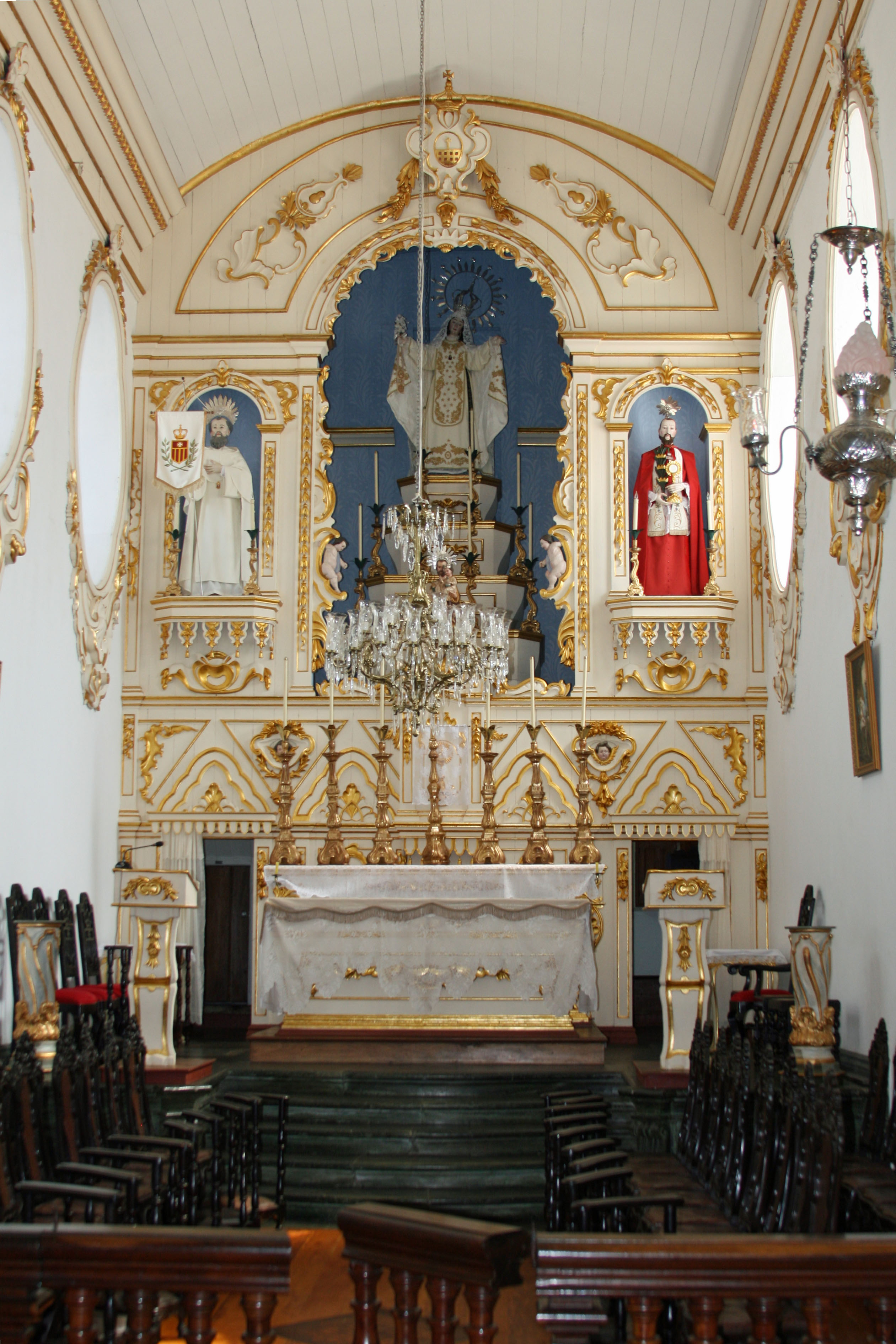
Interior da Igreja de Nossa Senhora das Mercês, em São João Del Rei, MG.

A Festa de Nossa Senhora das Mercês, na cidade histórica de São João Del Rei (Minas Gerais), é conhecida por sua tradição e beleza. São dez dias de festa entre os dias 15 e 24 no mês de setembro. A novena preserva tradições do barroco e é cantada pela orquestra bi-centenária, Lira Sanjoanense.

## Dia Maior
O diar maior da festa conta com inúmeras celebrações, e a tradicional missa solene presidida pelo bispo diocesano. À noite, a procissão "arrasta" milhares de fiéis pelas ruas históricas da cidade.

## Hino
Estribilho

Eis-nos prostrados diante da ara santa

Olha de teus filhos o vivo amor e a fé!

Com terno afeto, ditosos, Te cantam:

Glória e louvor à Virgem das Mercês (Bis)

I

Mãe amorosa, Virgem Redentora,

Guia e conforto do mísero mortal;

Ouve, piedosa, o povo que te implora,

E dele afasta sempre todo mal!

II

Virgem mais pura que a luz do dia,

Virgem mais bela que do oriente o sol,

Bendita sempre sejas, ó Maria,

Ditosa Mãe do nosso Redentor!

III

Virgem sem mancha, Mãe Imaculada,

Do céu à terra bela Imperatriz,

Sejas Mãe nossa, sejas Mãe amada

Até o momento de morrer por Ti!